# Snooker Shoot Out 2016
Snooker Shoot-Out 2016 − szósta edycja turnieju Snooker Shoot Out. Odbyła się w dniach 12–14 lutego 2016 roku w Hexagon Theatre w Reading. Turniej jest wzorowany na nieistniejących już zawodach Pot Black.

## Nagrody finansowe
Zwycięzca: 32,000£

Finalista: 16,000£

Półfinał: 8,000£

Ćwierćfinał: 4,000£

Runda 3: 2,000£

Runda 2: 1,000£

Runda 1: 500£
Najwyższy break: £2,000£
Łączna pula nagród: £130,000£

## Wyniki turnieju

### Runda 1
- 12 lutego - 19:30
  -  Michael White 73-0  Mark King
  -  Mark Davis 31-55  Gary Wilson
  -  Zhou Yuelong 70-19  Michael Georgiou
  -  Ken Doherty 29-38  Tom Ford
  -  Allister Carter 57-0  Liam Highfield
  -  Graeme Dott 30-70  Ben Woollaston
  -  Cao Yupeng 17-79  Joe Perry
  -  Mark Joyce 0-127  David Gilbert
  -  David Grace 0-96  Jimmy Robertson
  -  Mark Allen 65-20  Yu Delu
  -  David Morris 84-0  Alan McManus
  -  Stuart Bingham 54-38  Ricky Walden
  -  Mike Dunn 48-37  Luca Brecel
  -  Michael Holt 34-55  Ryan Day
  -  Sam Baird 7-50  Jack Lisowski
  -  Dominic Dale 24-112  Shaun Murphy
- 13 lutego - 13:30
  -  John Higgins 10-62  Andrew Higginson
  -  Peter Lines 56-33  Kurt Maflin
  -  Robert Milkins 53-48  Marco Fu
  -  Mark Williams 70-43  Rory McLeod
  -  Tian Pengfei 16-56  Joe Swail
  -  Jamie Jones 1-97  Martin Gould
  -  Liang Wenbo 52-60  Anthony McGill
  -  Robin Hull 41-35  Craig Steadman
  -  Rod Lawler 23-1  Dechawat Poomjaeng
  -  Kyren Wilson 55-14  Li Hang
  -  Anthony Hamilton 50-56  Thepchaiya Un-Nooh
  -  Stuart Carrington 62-7  Matthew Stevens
  -  Barry Hawkins 0-48  Peter Ebdon
  -  Xiao Guodong 38-25  Matthew Selt
  -  Oliver Lines 26-59  Ian Burns
  -  Judd Trump 74-22  Gerard Greene

### Runda 2
- 13 lutego - 19:30
  -  Mark Allen 56-61  Robert Milkins
  -  Thepchaiya Un-Nooh 36-60  Ian Burns
  -  Luca Brecel 46-20  Xiao Guodong
  -  Michael White 1-66  Ben Woollaston
  -  Joe Swail 39-1  Anthony McGill
  -  Jimmy Robertson 0-67  Jack Lisowski
  -  Kyren Wilson 38-52  Ryan Day
  -  Zhou Yuelong 85-0  Shaun Murphy
  -  Mark Williams 58-32  David Gilbert
  -  Allister Carter 85-5  Peter Lines
  -  Peter Ebdon 9-43  David Morris
  -  Robin Hull 70-6  Judd Trump
  -  Stuart Bingham 0-69  Rod Lawler
  -  Andrew Higginson 85-10  Martin Gould
  -  Joe Perry 46-38  Tom Ford
  -  Gary Wilson 62-21  Stuart Carrington

### Runda 3
- 14 lutego - 14:30
  -  Robert Milkins 102-17  David Morris
  -  Ben Woollaston 31-47  Luca Brecel
  -  Zhou Yuelong 36-57  Ryan Day
  -  Ian Burns 21-49  Robin Hull
  -  Jack Lisowski 12-72  Andrew Higginson
  -  Mark Williams 42-13  Joe Perry
  -  Gary Wilson 16-22  Joe Swail
  -  Rod Lawler 61-24  Allister Carter

### Ćwierćfinały
- 14 lutego - 19:30
  -  Ryan Day 7-78  Robin Hull
  -  Rod Lawler 18-27  Luca Brecel
  -  Mark Williams 39-20  Andrew Higginson
  -  Robert Milkins 8-23  Joe Swail

### Półfinały
- 14 lutego - 20:30
  -  Joe Swail 34-38  Luca Brecel
  -  Mark Williams 41-62  Robin Hull

### Finał
- 14 lutego - 21:00
  -  Luca Brecel 36-50  Robin Hull

## Breaki stupunktowe turnieju
- 127  David Gilbert